# Erman Bulucu
Erman Bulucu (* 9. März 1989 in Akhisar) ist ein türkischer Fußballspieler.

## Karriere
Bulucu begann seine Vereinsfußballkarriere 1999 in der Nachwuchsabteilung von Akhisar Belediyespor, dem Verein seiner Heimatstadt Akhisar. Nachdem er hier bis ins Jahr 2006 aktiv gewesen war, wechselte er mit einem Profivertrag ausgestattet zum damals größten Verein seiner Heimatprovinz Manisa, zu Vestel Manisaspor. Hier spielte er ausschließlich für die Reservemannschaft und wurde zeitweise an Göztepe Izmir und Alaçatı GSK ausgeliehen.
2009 wechselte er schließlich zu Menemen Belediyespor, spielte hier zwei Spielzeiten lang und zog dann zu Sancaktepe Belediyespor weiter.
Im Sommer 2013 wechselte er zum Erstligisten Gaziantepspor. In der Winterpause 2014/15 wechselte er zum Zweitligisten Albimo Alanyaspor.
Zur Saison 2015/16 heuerte er bei seinem ersten Verein als Profifußballer, beim Drittligisten Manisaspor, an. Mit diesem Klub wurde er im Sommer 2016 Drittligameister und stieg dadurch in die TFF 1. Lig auf. Nach einer weiteren Saison für Manisaspor wechselte er zum Zweitligisten Elazığspor.

## Erfolge
Mit Manisaspor
- Meister der TFF 2. Lig und Aufstieg in die TFF 1. Lig: 2015/16